# Uwe Sonnewald
Uwe Sonnewald (* 30. August 1959 in Köln) ist ein deutscher Biologe und Hochschullehrer.

## Leben
Sonnewald studierte von 1980 bis 1986 Biologie zunächst an der Universität Köln, wo er unter der Leitung von Ruth Ehring mit dem Diplom in Biologie abschloss. Danach wechselte er an das Institut für genbiologische Forschung an der Freien Universität Berlin, wo er, nach einem Forschungsaufenthalt an der University of California, San Diego bei Lothar Willmitzer promoviert wurde.
Von 1989 bis 1992 war Sonnewald Arbeitsgruppenleiter am Institut für Genbiologische Forschung. 1993 wechselte er an das Institut für Pflanzengenetik und Kulturpflanzenforschung in Gatersleben, wo er die Arbeitsgruppe Molekulare Pflanzenphysiologie leitete. Im selben Jahr habilitierte er sich in Fach Biochemie an der Universität Göttingen.
1998 wurde er zum Leiter der Abteilung Molekulare Zellbiologie am Institut für Pflanzengenetik und Kulturpflanzen und zum Professor für Zellbiologie pflanzlicher Systeme an der Martin-Luther-Universität Halle-Wittenberg ernannt. Darüber hinaus gründete er 1998 zusammen mit einigen Kollegen die Pflanzenbiotechnologie FirmaSunGene.
Seit 2004 ist Sonnewald Ordinarius für Biochemie an der Friedrich-Alexander-Universität Erlangen-Nürnberg. Forschungsschwerpunkte von Sonnewald sind Molekulare Biologie und Physiologie der Pflanze, Physiologie der Interaktion zwischen Pflanzen und Parasiten sowie Pflanzenbiotechnologie.

## Ehrungen
- 1992: Federation of European Societies of Plant Physiology Award
- 2020: Aufnahme als Mitglied in der Sektion Organismische und Evolutionäre Biologie in die Nationale Akademie der Wissenschaften Leopoldina

## Schriften
- Molekularbiologische Veränderungen des pflanzlichen Kohlenhydratstoffwechsels in transgenen Pflanzen, Göttingen 1993
- Konstruktion und Analyse von chimären Patatingenen unter besonderer Berücksichtigung der Stabilität und subzellulären Kompartimentierung des Patatinproteins, 1989
- mit Andreas Bresinsky, Christian Körner, Joachim W. Kadereit, Gunther Neuhaus: Strasburger – Lehrbuch der Botanik. Begründet von Eduard Strasburger. 36. Auflage. Spektrum, Heidelberg 2008, ISBN 978-3827414557.
- mit Joachim W. Kadereit, Christian Körner, Benedikt Kost: Strasburger – Lehrbuch der Pflanzenwissenschaften. Springer Spektrum, 37., vollständig überarbeitete und aktualisierte Auflage. Berlin/Heidelberg 2014, ISBN 978-3-642-54434-7 [Print] (ISBN 978-3-642-54435-4 [E-Book]).
- mit Joachim W. Kadereit, Christian Körner, Peter Nick: Strasburger – Lehrbuch der Pflanzenwissenschaften. Springer Spektrum, 38. Auflage. Berlin/Heidelberg 2021, ISBN 978-3-662-61942-1 [Print] (ISBN 978-3-662-61943-8 [E-Book]).